# Portativ

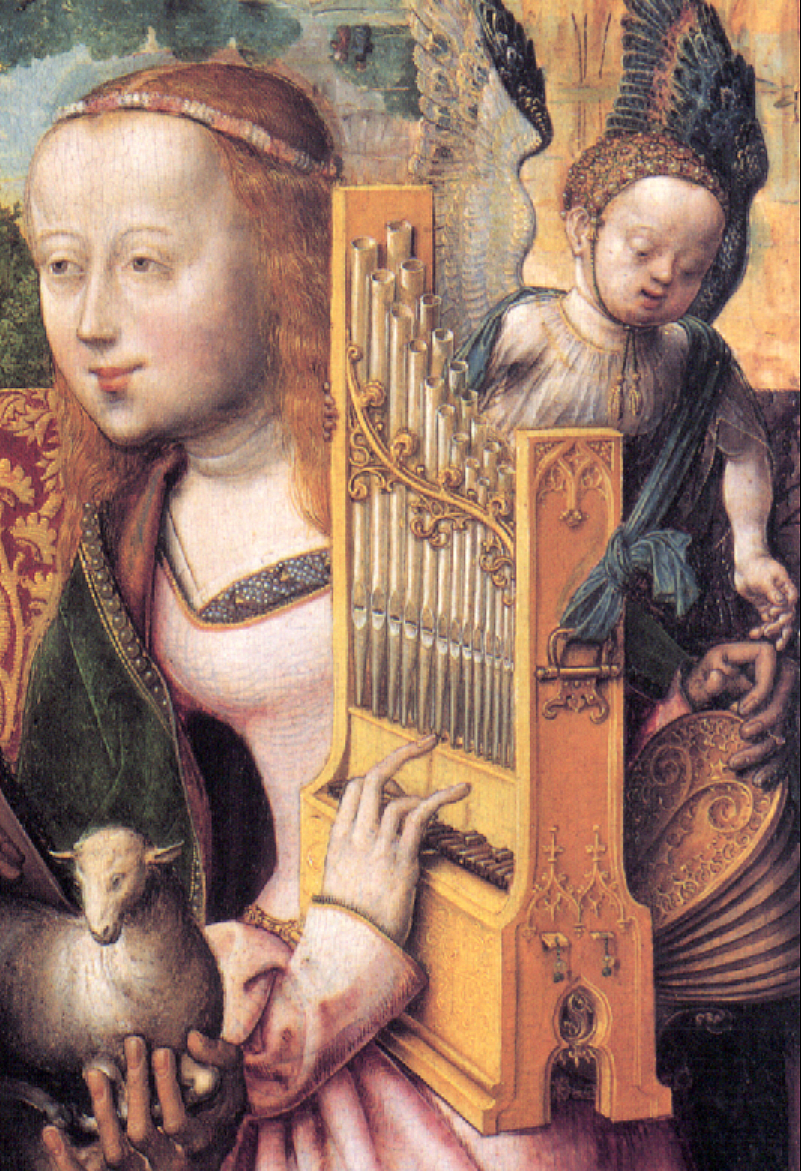
Die heilige Cäcilia von Rom mit Portativ vom Kreuzaltar des Bartholomäusmeisters um 1490/1495

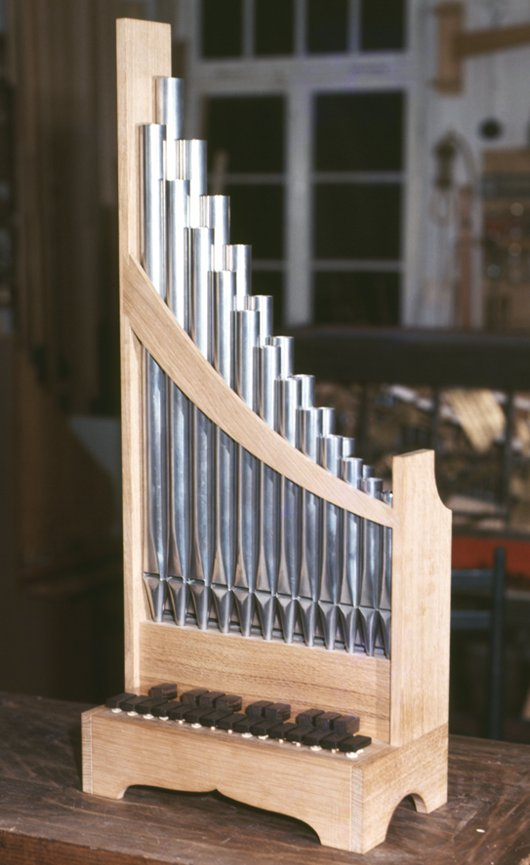
Portativ, Deutschland, 1979 (Nachbau)

Das Portativ (von lateinisch portare „tragen“; italienisch organetto, „Örgelchen“) gehört neben dem Regal zu den kleinsten [Pfeifen]Orgeln.

## Bauart, Klang und Spielweise
Im Gegensatz zum Regal, das Zungenpfeifen besitzt, ist das Portativ ausschließlich mit Lippenpfeifen ausgestattet. Bei vielen Portativen sind die Pfeifen in Fixmensur ausgeführt, das heißt, alle Pfeifen haben den gleichen Durchmesser, wodurch sich über den Tonumfang ein leicht changierender Klang ergibt.
Von den größeren Pfeifenorgeltypen einschließlich des Orgelpositivs unterscheidet sich das Portativ durch den geringeren Tonumfang, der zwei Oktaven kaum überschreitet, und das Fehlen der Möglichkeit zum Klangfarbenwechsel. Dafür erlaubt der handgeführte Balg, durch direkten Einfluss auf den Winddruck Klang und Lautstärke der Pfeifen zu variieren. Manche Portative sind mit zusätzlichen Bordunpfeifen ausgestattet, die einzeln zuschaltbar sind und tiefer klingen als die Melodiepfeifen und aus Platzgründen daher meist als gedeckte Pfeifen ausgeführt sind.
Ein wesentlicher Unterschied zu allen anderen Orgeltypen einschließlich des Regals ist auch die Position der Klaviatur im Verhältnis zum Spieler. Dieser stellt das Portativ im Sitzen auf seinen Schoß, stellt es im Stehen auf den angewinkelten Oberschenkel oder trägt es an einem Riemen über seiner Schulter. Er bedient die Klaviatur ausschließlich mit der rechten Hand, während er mit der linken den Balg oder die Bälge betätigt, die den Pfeifen Wind zuführen. Der Spieler (Portatifer) befindet sich so im Vergleich zu allen anderen Orgeltypen nicht direkt vor der Klaviatur, sondern in einem rechten Winkel zu ihr.
Das äußere Erscheinungsbild des Portativs ist stets unsymmetrisch. Die Pfeifen sind diatonisch bzw. (später) in der Folge der chromatischen Tonleiter angeordnet und stehen im kürzestmöglichen Abstand zur jeweiligen Taste der Klaviatur auf der Windlade. Die Spielmechanik ist deshalb einfach konstruiert: Jede Taste öffnet direkt das Spielventil der darüberliegenden Pfeife.

## Historische Einordnung
Das Portativ ist ein historisches Musikinstrument, das vor allem im Mittelalter und in der Renaissance gespielt wurde. In der Barockmusik wurde es immer weniger verwendet. Obwohl das Portativ auf vielen Werken der Malerei und der bildenden Kunst als Musikinstrument dargestellt ist, das von Engeln gespielt wird, wurde es kaum in der Kirchenmusik verwendet. Die meisten Portativspieler waren Spielleute.
Seit der Wiedereinführung des klassischen Windladensystems, der mechanischen Schleiflade, in den 1930er Jahren wird das Portativ wieder häufiger gebaut, und zwar als Gesellenstück von Orgelbauern, die an diesem kleinen und im Vergleich zur großen Orgel viel preisgünstiger herstellbaren Instrument alle wesentlichen handwerklichen Fähigkeiten ihres Berufes beweisen können.
Als moderne Variante des Portativs gibt es seit 2002 das tonhöhenverstellbare Portativ, das eine Stimmvorrichtung für jede einzelne Pfeife besitzt. Es wird vor allem in der Musikausbildung eingesetzt und dient dem Erlernen einer sauberen Intonation sowie dem Verständnis historischer Stimmungssysteme.

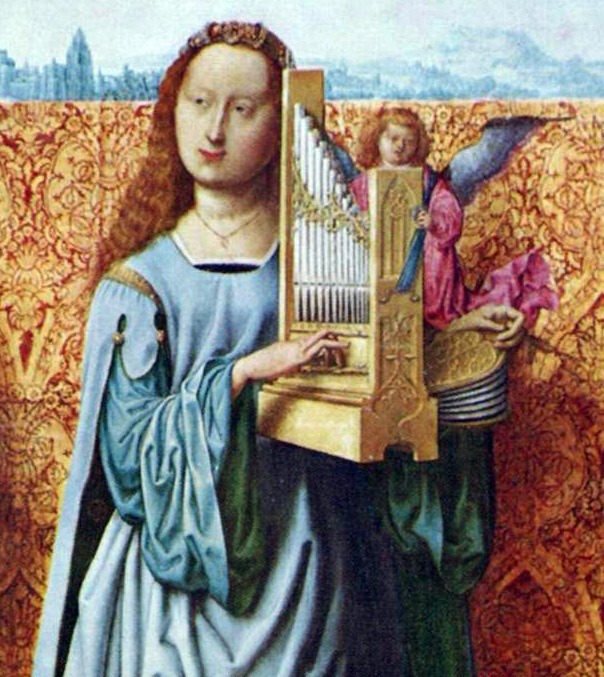
Portativ (1501)
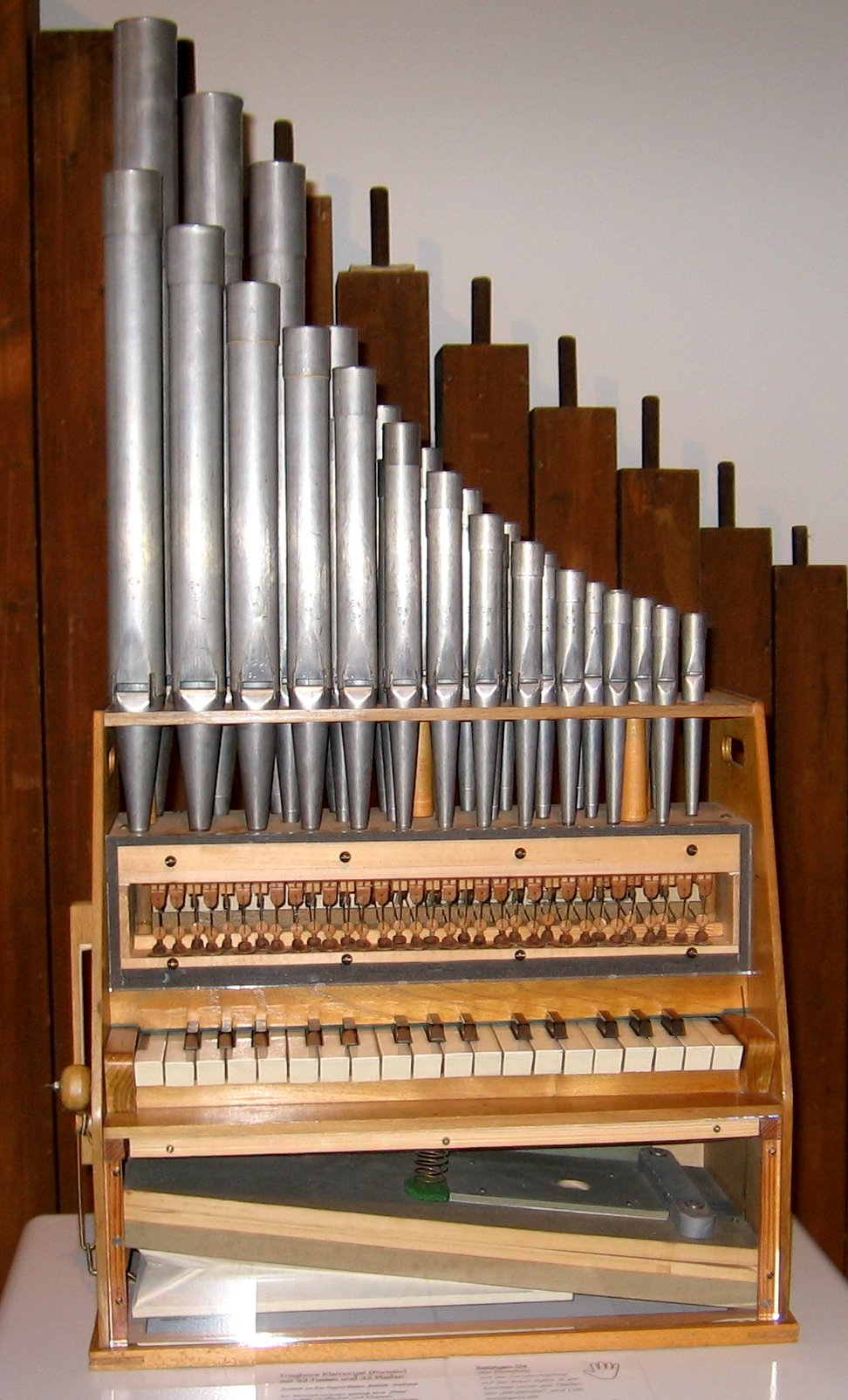
Portativ im Orgelmuseum Borgentreich (Nachbau)
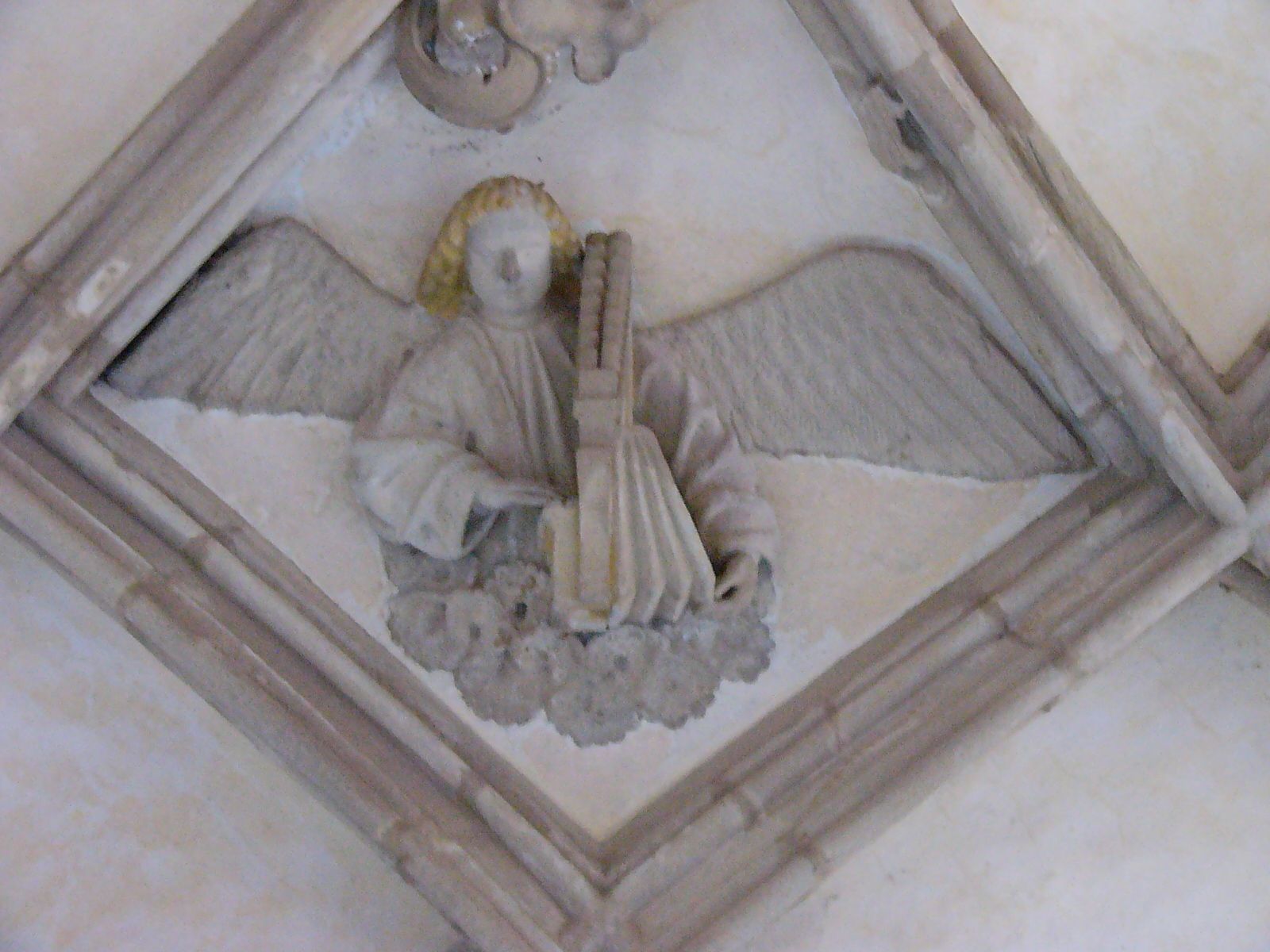
Engelsdarstellung mit Portativ im Kloster Himmelkron